# Primer Reino de Kajetia
El Reino de Kajetia-Hereti (en georgiano: კახეთ-ჰერეთის სამეფო, romanizado: k'akhet-heretis samepo) fue una monarquía medieval en el Este de Georgia, centrada en la provincia de Kajetia, con su capital primero en Telavi. Surgió en c. 1014, bajo el liderazgo del enérgico gobernante del Principado de Kajetia, Ciriaco III el Grande, que finalmente derrotó al gobernante de Hereti y se coronó como rey de los Reinos unificados de Kajetia y Hereti. A partir de este momento, hasta 1104, el Reino fue un estado independiente y separado del Reino unido de Georgia. El Reino incluía territorios de río Ksani (frontera occidental) hasta el río Alijanchay (frontera oriental) y desde Didoeti (frontera norte) hacia el sur a lo largo del río Mtkvari (frontera sur).    

## Establecimiento del Principado
Kajetia había sido parte del Reino de Iberia, y luego parte del Principado de Iberia. Sin embargo, en la segunda mitad del siglo VIII, las fuentes árabes ya separan Iberia y Tsanaria (Kajetia). En la lucha contra la ocupación árabe, el gobernante de Tsanaria, Grigol (posible descendiente de la dinastía Bagrationi) tomó el control de Kajetia y estableció un corepiscopado, un obispado-ducado, gobernado por un príncipe y un corepíscopo, con un miembro de la nobleza feudal que combina ambos roles. El nuevo reino controlaba la ruta comercial del desfiladero de Darial. Grigol mantuvo el poder hasta 827: con la esperanza de gobernar toda Georgia, ayudado por los montañeses y el emir árabe de Tiflis, invadió la Iberia Interior, pero fue rechazado por Ashot I Curopalata, un príncipe de la renaciente dinastía bagrátida de Tao-Klarjeti. y su aliado Teodosio II de Abjasia, al este del río Ksani.
A Grigol le sucedió Vache (hijo de Juan Kvabulisdze). El sucesor de Vache, Samuel (839-861), fue elegido príncipe por los Gardabani, una familia noble que dominaba la política de Kajetia en ese momento. Se alió con el emir árabe de Tiflis, Ishaq ibn Isma'il, en la revuelta contra el Califato y, por lo tanto, Kajetia se convirtió en objetivo de las expediciones punitivas árabes dirigidas por Jalid ibn Yazid al-Shaybani (840–42), los aliados empujaron primero a Jalid ibn Yazid, luego a su hijo Muhammad, de regreso a Arrán. La siguiente expedición punitiva árabe dirigida por Bugha el Turco (853-854) logró matar al emir de Tiflis, pero perdió la batalla ante los kajetianos y se retiró.
A diferencia de su predecesor, Gabriel estaba enemistado con el emir árabe de Tiflis, Gabuloc', que le desposeyó del distrito de Gardabani. Fue sucedido por Padala I (881-893) del clan Arevmaneli. Hay otra opinión que dice que Padala I, el primer príncipe Arevmaneli, era descendiente de Grigol y, por lo tanto, también era bagrátida. Durante su gobierno, Padala logró recuperar el distrito de Gardabani. Kajetia se hizo amiga del Emirato de Tiflis: ambos rechazaron la autoridad del califato. Su sucesor Ciriaco I forjó una alianza con Constantino III de Abjasia contra su vecino oriental Hereti, un principado en las tierras altas de Georgia y Albania. Los aliados invadieron Hereti y dividieron sus principales fortalezas, asignando la fortaleza de Ortchobi a Kajetia.
Ciriaco I fue sucedido por su hijo Padala II, este último construyó la fortaleza de Lotsobani. Al mismo tiempo llegaron los árabes, liderados por Yúsuf ibn Abi 'l-Saŷ. Primero invadió Kajetia y se apoderó de las fortalezas de Ujarma y Bochorma, pero la primera fue devuelta al gobernante de Kajetia tras su petición de paz. Los árabes saquearon Kajetia, quemaron Jvari y Mtsjeta y se marcharon. En 922, Padala II ayudó al rey Ashot II de Armenia a aplastar la revuelta del príncipe Moisés de Utik. Más adelante en su reinado, también ayudó a Jorge II de Abjasia contra su hijo rebelde y duque de Kartli, Constantino.

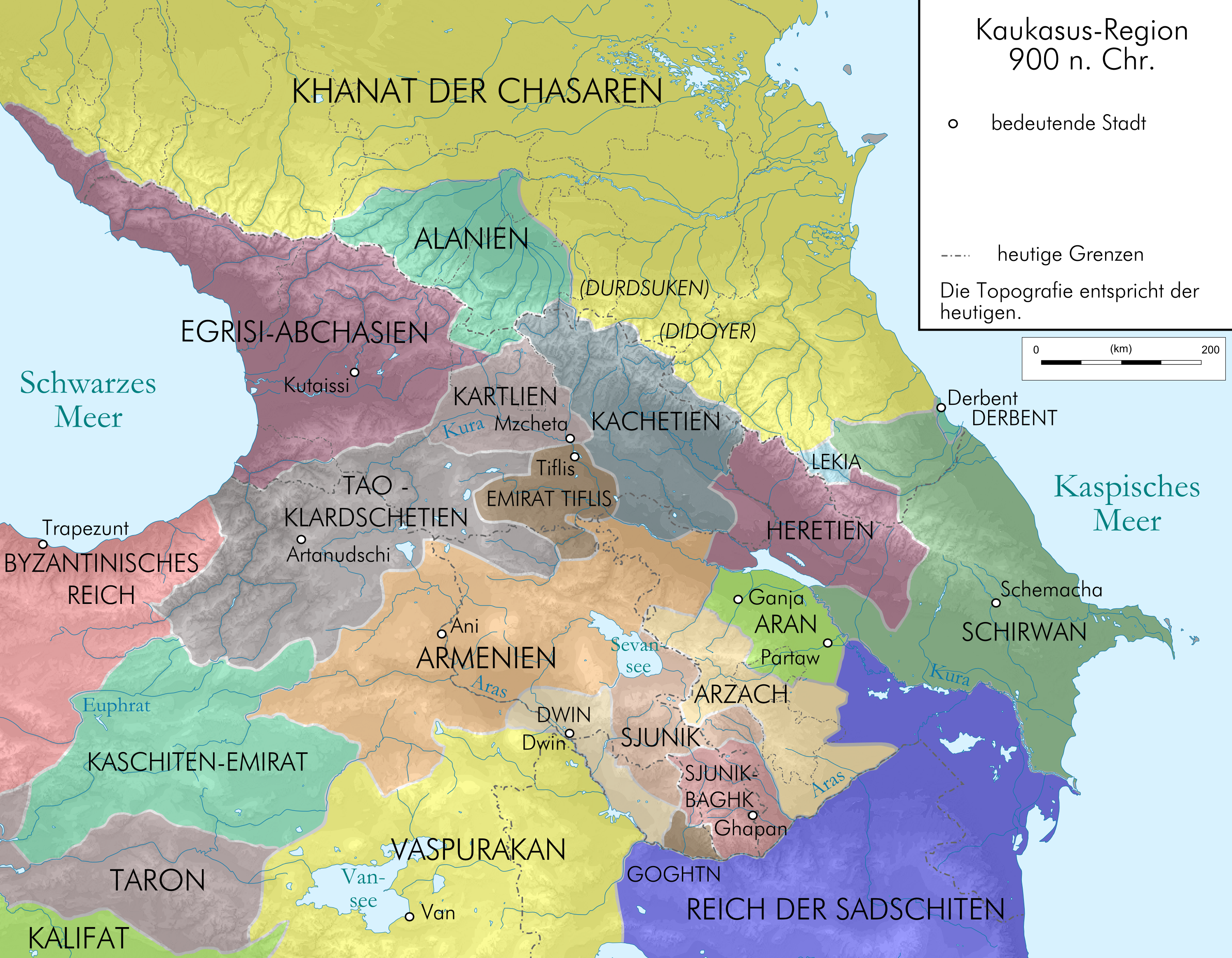
El reino de Kajetia y el de Hereti hacia el año 900, un siglo antes de su unión

Padala II fue sucedido por su hijo Ciriaco II. cuyo reinado transcurrió en una lucha continua contra el expansionismo de los reyes de Abjasia que gobernaban una parte significativa de Georgia occidental y central y tenían como objetivo conquistar Kajetia. Con la ayuda subversiva de los nobles rebeldes de Kajetia, Jorge II de Abjasia incluso logró desposeer a Ciriaco de su principado en la década de 930. Ciriaco II pronto recuperó la corona en 957 y resistió con éxito los intentos del sucesor de Jorge, León III, de afianzarse en Kajetia. Después de la muerte de León durante una de sus incursiones en Kajetia II (969), Ciriaco aprovechó la disputa dinástica en el Reino de Abjasia para reafirmar su plena autoridad e incluso expandir sus posesiones hacia el oeste. En 976, Ciriaco II invadió Kartli (Georgia central), capturó la ciudad de Uplistsikhe y tomó cautivo al príncipe bagrátida georgiano Bagrat, a quien su poderoso padre adoptivo David de Tao pretendía ocupar los tronos de Iberia y Abjasia. En respuesta, David reunió un ejército para castigar a Ciriaco y lo obligó a retirarse de Kartli y liberar a Bagrat, quien más tarde heredaría el Reino de Georgia y procedería a reclamar Kajetia y la anexionó en 1010 o alrededor de esa fecha, después de dos años de lucha y diplomacia agresiva.
El último gobernante que llevó el título de corepiscopio fue David y los siguientes gobernantes ya tienen el título de "El rey de Kajetia y Hereti".

## Establecimiento del Reino

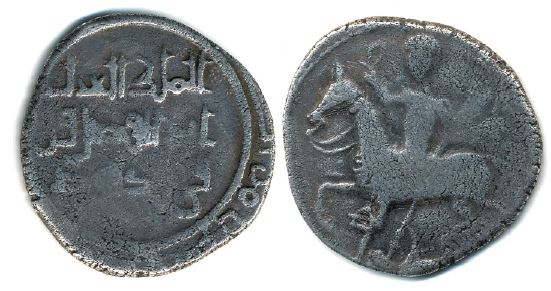
Moneda de Ciriaco III, tipo arabográfico sin letras georgianas.

Tras la muerte de Bagrat en 1014, Ciriaco III, hijo del destronado príncipe kajetiano David, pudo recuperar la corona. También tomó el control de la región vecina de Hereti y se declaró rey de Kajetia y Hereti. Hizo de Telavi su capital y construyó un palacio en Bodoji, cerca de Tianeti. Como resultado de sus reformas administrativas, el reino se subdividió en siete ducados: Rustavi, Kveteri, Pankisi, Shtori, Vejini, Khornabuji y Machi. Bajo Ciriaco III, el Reino experimentó un período de poder político y prosperidad.
Al principio, los reyes de Kajetia eran aliados de los reyes georgianos en las luchas contra los agresores extranjeros. En 1022, Ciriaco III envió refuerzos a Jorge I de Georgia contra el Imperio bizantino, sin embargo fueron derrotados. En 1027, Ciriaco se unió a los ejércitos combinados de Bagrat IV de Georgia liderados por Liparit Baguashi e Ivane Abazasdze, el emir de Tiflis y el rey armenio David I de Lori contra el emir shaddádida de Arrán, Fadhl II, que fue derrotado decisivamente en el río Eklez. Alrededor de 1029, Ciriaco III derrotó una fuerza invasora liderada por el rey alano Urdure que había cruzado las montañas del Cáucaso hacia Kajetia y devastado Tianeti. Urdure murió en batalla. En el cenit de su poder y prestigio, Ciriaco fue asesinado mientras cazaba en 1037/1039. Según el historiador georgiano Vajushti, esto lo hizo el esclavo alano de Ciriaco que buscaba vengar la muerte del rey Urdure. A la muerte de Ciriaco, Kajetia fue anexada temporalmente al Reino de Georgia.
El último gobernante arevmaneli, Ciriaco III, había muerto sin un heredero varón y el hijo de su hermana, Gagik, logró restaurar la monarquía con el apoyo de la nobleza kajetia en 1039. A través de maniobras entre Bagrat IV y el poderoso señor de la guerra georgiano Liparit Orbeli. Gagik logró conservar su corona y la integridad de su reino. Ayudó a Bagrat en sus expediciones contra el Emirato de Tiflis, pero cuando el rey de Georgia intentó tomar las posesiones de Gagik en Hereti, Gagik se alió con Liparit en la rebelión de 1046-47 contra Bagrat IV y logró un control más o menos estable de sus territorios. Fue sucedido por su hijo Agsartan I, cuyo reinado coincidió con las invasiones selyúcidas en las tierras georgianas y los persistentes intentos de los reyes bagrátidas georgianos de llevar todas las entidades políticas georgianas a su reino unificado.

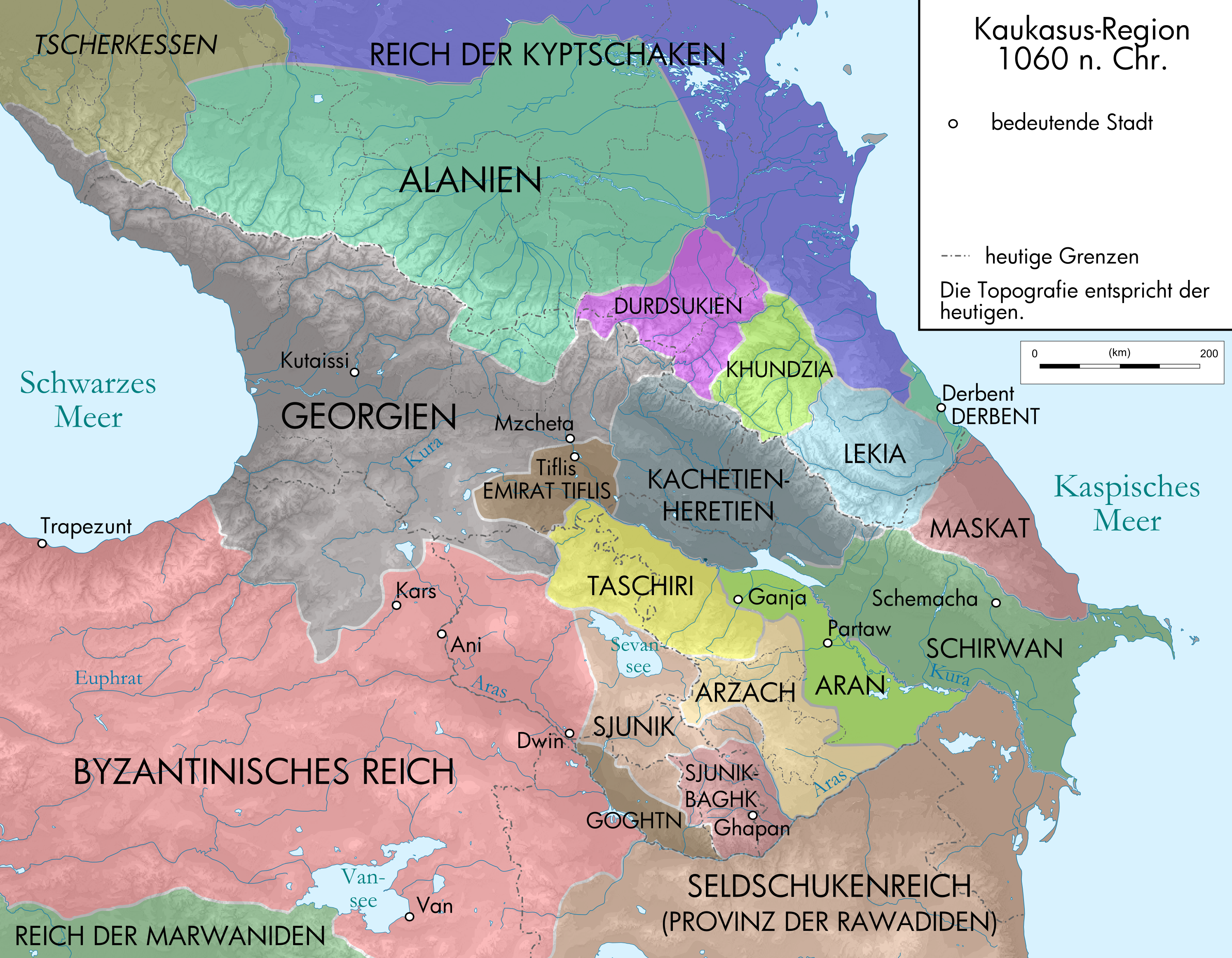
El Reino de Kajetia en la década de 1060.

En 1068, Agsartan se sometió al sultán selyúcida Alp Arslan, acordó pagar tributo y se aseguró el apoyo turco contra el rey Bagrat IV de Georgia, que se había apoderado de parte del territorio de Kajetia. Continuó su lucha contra la política centralizadora de la corona georgiana bajo el sucesor de Bagrat, Jorge II, y se alió con el clan rebelde Liparitida, pero luego transfirió su lealtad a Jorge y lo ayudó a contrarrestar la oposición feudal, y luego a luchar contra la invasión del sultán selyúcida Malik Shah I en 1074. Sin embargo, cuando Jorge II hizo las paces con el sultán a principios de la década de 1080, este último reconoció al rey de Georgia como el único amo legítimo de Kajetia y le dio una fuerza selyúcida para conquistar la región. Jorge, al frente de un ejército combinado georgiano-selyúcida, sitió la fortaleza kajetiana de Vezhini, pero no logró tomarla y se retiró. Agsartan inmediatamente aprovechó la oportunidad para jurar lealtad a los selyúcidas, fue a Malik Shah y abrazó el Islam, ganando así una protección selyúcida contra las aspiraciones del rey de Georgia.
Agsartan I murió en 1084 y fue sucedido por su hijo Ciriaco IV, quien continuó la misma política y gobernó como tributario de la dinastía selyúcida y se opuso al enérgico rey georgiano David IV, quien siguió una vigorosa política interior y exterior destinada a afirmar la integridad de Georgia. y su hegemonía en el Cáucaso. Ciriaco perdió la fortaleza de Zedazeni ante David, pero aún pudo asegurar la sucesión de su hijo Agsartan II. Los cronistas georgianos medievales caracterizan a Agsartan como un hombre frívolo cuyo gobierno ignorante atrajo a muchos grandes nobles a la oposición. En 1105, Aghsartan fue arrestado por sus vasallos, los príncipes Areshiani de Hereti, y entregado al rey David IV de Georgia, quien finalmente anexó su Reino a Georgia. A partir de entonces, el territorio del Reino de Kajetia se dividió en varias unidades administrativas. Estas unidades administrativas eran el Ducado de Kajetia, el Ducado de Hereti, el banco Khornabuji y la "Tierra de Arishini".